# Gogol (Pologne)
Pour les articles homonymes, voir Gogol.
Gogol est une localité polonaise de la gmina de Wielowieś, située dans le powiat de Gliwice en voïvodie de Silésie.